# 睡公主 (鄧紫棋歌曲)
《睡公主》是香港歌手鄧紫棋於2008年10月15日發行的歌曲，歌曲收錄於她個人第一張專輯《G.E.M.》中。《睡公主》是鄧紫棋在13歲時自己創作的參賽歌曲《Sleeping Beauty》的中文版，她當時透過在歌唱比賽中表演這首歌曲而入行，是她出道時在香港爆紅的歌曲之一。在2018年發佈的《睡皇后》是這首歌的延續，歌曲收錄於她個人第三張數位專輯《睡皇后》中；而2019年發佈的《依然睡公主》也是改編自這首歌，歌曲收錄於她個人第七張專輯《摩天動物園》中。

## 歌曲背景
歌曲在鄧紫棋13歲時創作，當時為英文版《Sleeping Beauty》，她在專輯發佈前把歌曲翻譯為中文版。根據鄧紫棋敘述，歌曲是她在初中時自己不敢對暗戀男生告白的故事。

## 其他版本

### 《睡公主》原始英文版
- Sleeping Beauty － 5:12 [3]

### 《音樂動起來》
- 睡公主 － 1:56 [4]

### 《睡皇后》
- 睡皇后（《睡公主》的延續）－ 4:12 [5]

### 《摩天動物園》
- 依然睡公主（改编為說唱及國語版）－ 2:47 [6]

## 音樂影片
觀看人次
| 發佈日期     | 音樂影片            | 觀看人次  | Ref.  |
| ------------ | ------------------- | --------- | ----- |
| 2009年2月5日 | YouTube上的"睡公主" | 4,318,913 | [ 1 ] |

- 最後一次更新：2020年2月1日

## 榜單表現

### 週榜
| 榜單           | 最高排名 |
| -------------- | -------- |
| 中文歌曲龍虎榜 | 3        |
| 勁歌金榜       | 1        |